# Jorge Armando Soto
Jorge Armando Soto Ortiz (Bogotá, 24 de septiembre de 1986) es un actor colombiano de cine y televisión, Hermano menor del también actor John Alexander Ortiz.

## Biografía
Inició su carrera en la serie de televisión infantil De pies a cabeza, interpretando el papel de Chiqui. Tras una larga estancia en la serie, inició la década de 2000 interpretando el papel de Freddy en el seriado Entre amores. Ese mismo año interpretó a Marlon en la telenovela Pobre Pablo. A partir de entonces apareció en producciones para la televisión de su país como Victorinos, Aquí no hay quien viva, Fugitivos y Anónima. En 2019 protagonizó la película bélica Alma de Héroe, dirigida por Orlando Pardo.